# Station Flintholm
Flintholm is een station van het stadsgewestelijk spoorwegnet van de Deense hoofdstad Kopenhagen dat in 2004 werd geopend. Het ligt in de gelijknamige wijk van Frederiksberg in zone 2 van het openbaar vervoer, op ca. vijf kilometer van de binnenstad van Kopenhagen en pal op de grens met Vanløse.
Het kruisingsstation met drie perrons, een metrostation, busverbindingen en een parkeerplaats is een van de knooppunten voor openbaar vervoer in de Deense hoofdstad. Het station telt twee bouwlagen.

## Geschiedenis
Op 15 juni 1879 werd de Spoorlijn Frederiksberg - Frederikssund (Frederikssundbanen) geopend die bij Frederiksberg aftakte van de rest van het spoorwegnet. Ter hoogte van Flintholm werd in 1896 een zijspoor naar de gasfabriek aangesloten. 
De opening van een nieuw centraal station voor Kopenhagen op 1 december 1911 was aanleiding om de Frederikssundbanen ten oosten van Vanløse op een nieuw tracé naar Valby te leggen. Dit tracé boog vanuit het westen komend ter hoogte van Flintholm af naar het zuiden, waarna het oorspronkelijke tracé ten oosten van Flintholm een zijlijntje met goederenverkeer werd. 
In de jaren 20 van de 20e eeuw werd goederenringlijn langs het westen van de stad gebouwd die in 1930 werd voltooid. Deze kruiste bij Flintholm de oude en de nieuwe tak van de Frederikssundbanen en op 23 oktober 1929 werd goederenstation Flintholm geopend. 
De takken van de Frederikssundbanen kruisten de nieuwe goederenringlijn met viaducten en aan de oostkant werden verbindingsbogen met de oude tak aangelegd. Op 3 april 1934 werd de eerste S-tog lijn geopend die de oude tak bereed maar niet stopte bij Flintholm. Deze S-tog lijn (M/F) reed ten noorden van Flintholm op de goederenringlijn en werd in het kader van de bouw van de metro verlengd naar het zuiden, terwijl de oude tak zou worden overgenomen door de metro. Het goederenstation werd in 1998 gesloten om het ov-knooppunt te kunnen bouwen. Het goederenverkeer maakte toen plaats voor personenvervoer met de lokale S-tog. 

## Ligging en inrichting
Flintholm is een modern gebouw uit staal en glas, ontworpen door het Deense bureau KHR Architecture. Een dak van 5.000 m² glas is tweeëntwintig meter boven de grond aangebracht op een constructie van staal. Een van de prijzen die het gebouw toebedeeld kreeg is de European Steel Design Awards. Het stationsgebouw staat aan de zuidoost kant in Flintholm, de parkeerplaatsen en bushaltes liggen aan de noordwest kant net over de gemeentegrens in Vanløse. Het metrostation ligt aan de noordkant onder hetzelfde glazen dak. 

### Bovenverdieping
Op de treinbrug rijden de rode stellen van de "Frederikssundsbanen" met de lijnen C en H (Frederikssund - Klampenborg/Farum). Deze voorstadsdiensten doen ook het centraal station van Kopenhagen aan. Het eilandperron op de treinbrug is met trappen en liften verbonden met de zijperrons op maaiveldniveau en dient voor de reizigers tevens als oversteek tussen de zijperrons. 

### Maaiveldniveau
Op maaiveldniveau liggen de twee perrons van de S-tog lijn F (København Syd-Hellerup). Deze voorstadsdienst verbindt buitenwijken rond Kopenhagen met elkaar in de vorm van een halve cirkel, vandaar de bijnaam Ringbanen.. Het perron voor de richting Hellerup ligt direct naast stationsgebouw annex winkel.

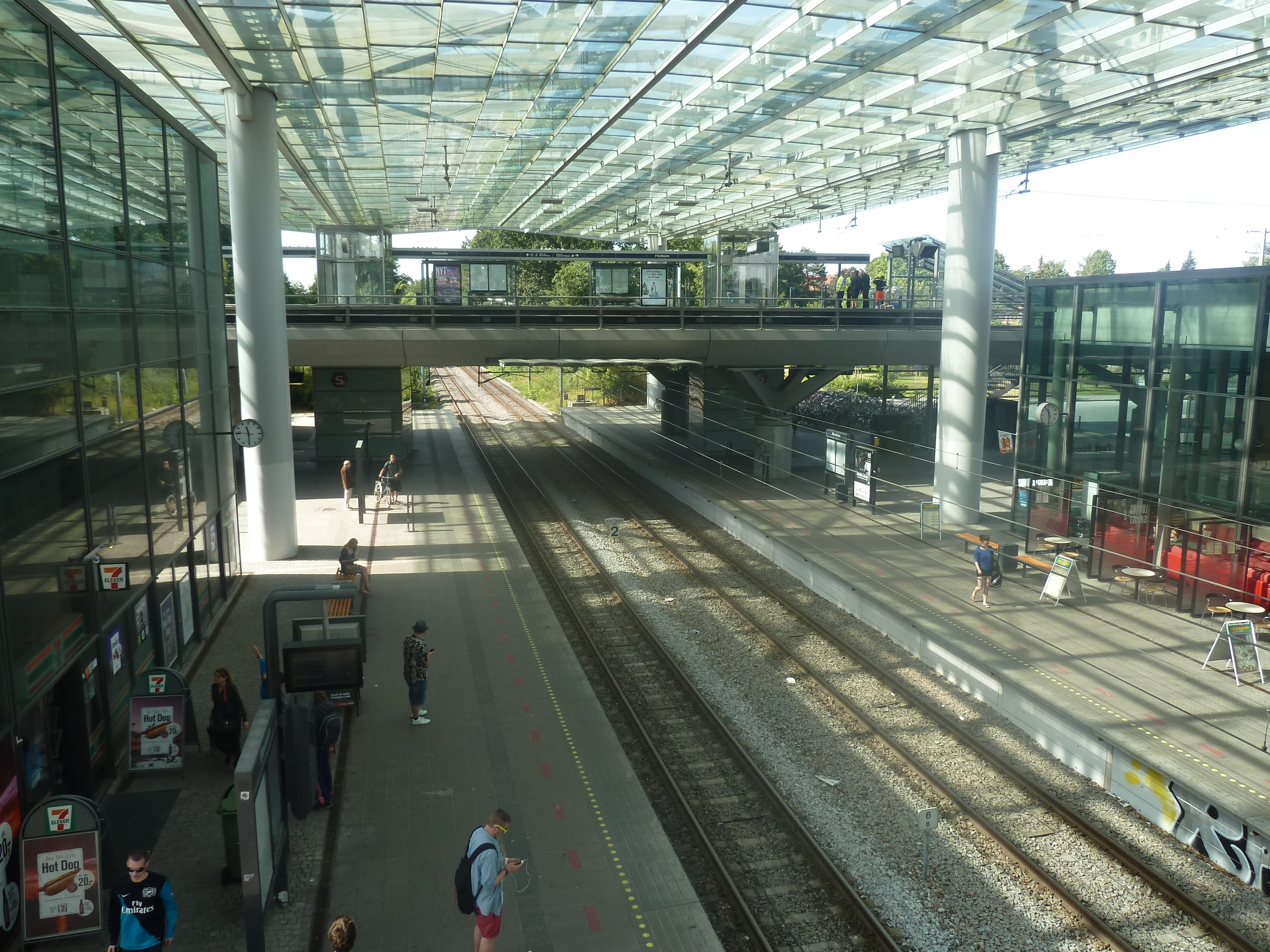
De ringlijn onder de kap, links het stationsgebouw, rechts de restauratie.
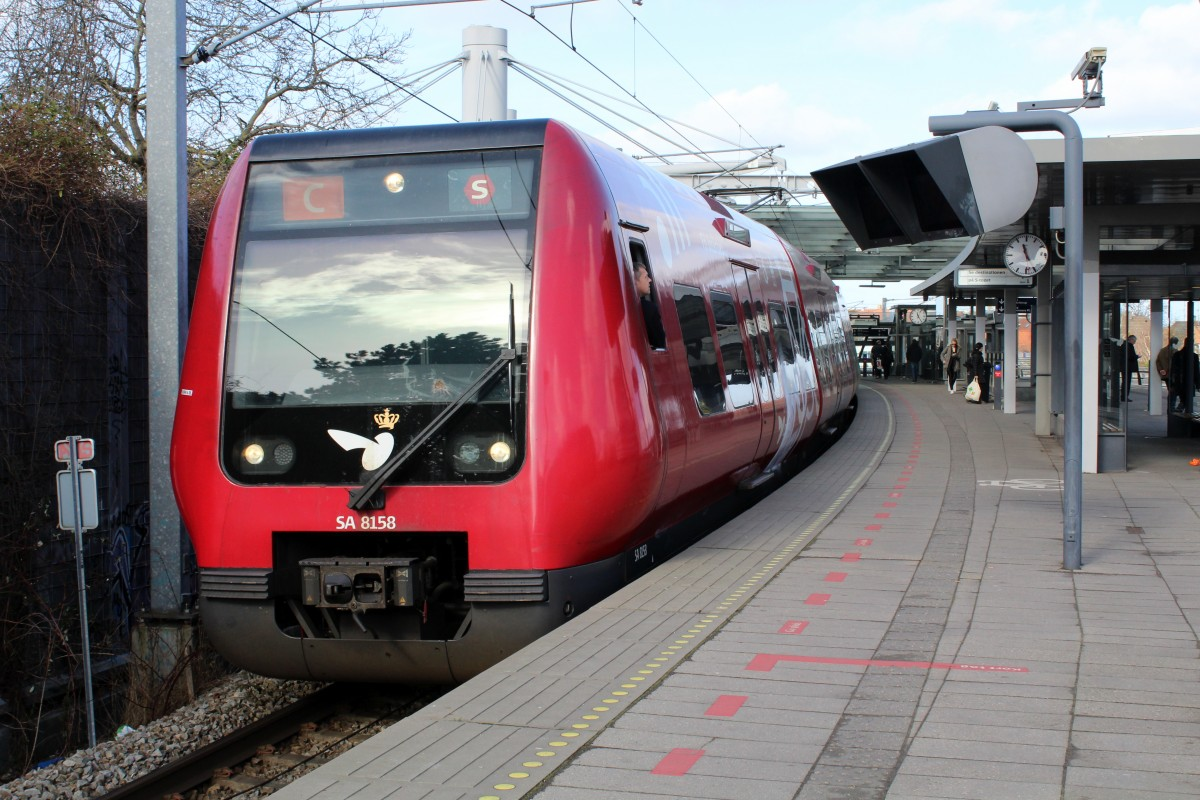
Treinstel reeks SA langs het eilandperron.
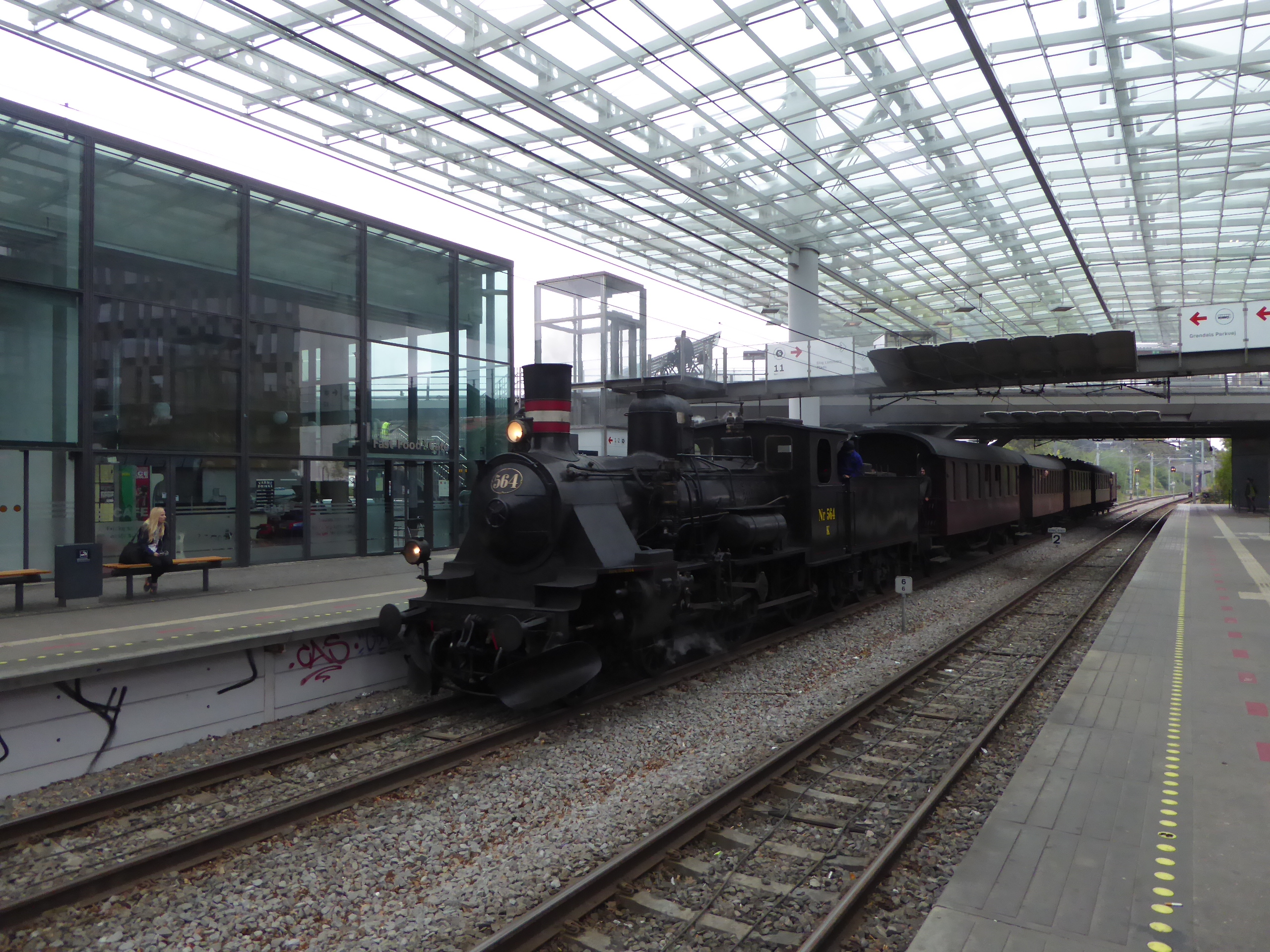
Een museumtrein van Vestsjællands Veterantog op de onderste sporen.